# Günter Sengfelder
Günter Sengfelder   (Nuremberg, 25 de juny de 1937) és un antic pilot de trial i enduro alemany. A començament dels anys 60 va ser un dels pioners del trial a Alemanya i al continent europeu, on es començava a escampar després de dècades de practicar-se només a les Illes Britàniques.
Actualment, Günter Sengfelder és un reconegut escriptor especialitzat en la història del motociclisme i de Zündapp, així com en aeronàutica.

## Trajectòria esportiva
Pilotant la motocicleta alemanya Zündapp, equipada amb motor de dos temps, prengué part a les primeres edicions de la Challenge Henry Groutards (competició internacional antecessora del Campionat d'Europa) aconseguint-hi bons resultats, entre ells el tercer lloc a l'edició de 1965. A banda, guanyà 7 campionats d'Alemanya en la categoria de 200 cc (1961-1966 i 1968).
Practicà també l'enduro, formant part de l'equip de la RFA que guanyà el Vas als Sis Dies Internacionals d'Enduro de 1962, celebrats a Garmisch-Partenkirchen.
Com a pilot oficial de Zündapp formà part de l'equip de sis corredors de fàbrica que el 13 de maig de 1965 baté 6 rècords mundials de velocitat sobre asfalt al Circuit de Monza, a bord d'una motocicleta de 50 cc, participant activament en la consecució dels tres rècords en categoria "equip": 6 hores, 1.000 quilòmetres i 12 hores.

## Palmarès en trial
| Any          | Motocicleta  | Campionat d'Europa | Campionat d'Alemanya | Títols |
| ------------ | ------------ | ------------------ | -------------------- | ------ |
| 1961         | Zündapp      | -                  | 1r                   | 1      |
| 1962         | Zündapp      | -                  | 1r                   | 1      |
| 1963         | Zündapp      | -                  | 1r                   | 1      |
| 1964         | Zündapp      | -                  | 1r                   | 1      |
| 1965         | Zündapp      | 3r                 | 1r                   | 1      |
| 1966         | Zündapp      | 20è                | 1r                   | 1      |
| 1967         | Zündapp      | 4t                 |                      | -      |
| 1968         | Zündapp      | -                  | 1r                   | 1      |
| Total títols | Total títols | 0                  | 7                    | 7      |

Notes
1. ↑  Al total de títols s'hi compten tots els campionats estatals o internacionals guanyats
2. ↑  Fins al 1967 el campionat s'anomenà "Challenge Henry Groutards" i a partir de 1968 va passar a anomenar-se Campionat d'Europa